# Maquinària de construcció
La maquinària de construcció inclou un grup de màquines utilitzades en activitats de construcció amb la finalitat de remoure part de la capa del sòl, de manera de modificar el perfil de la terra segons els requeriments del projecte d'enginyeria específic. S'utilitzen màquines d'excavació per a remoure el terreny on s'assentaran les fundacions i bases d'edificis, torres, ponts. També per desplaçar sòls i conformar el terreny en la realització de camins, per excavar túnels, per a armar preses i treballs de mineria. Depenent de les característiques del sòl és el tipus de maquinària que resulta més adequada. Per exemple sòls molt durs com roques o arenes cimentades requereixen martells per a perforar la roca, fulles circulars de tall o retroexcavadores amb martell picador. D'altra banda sòls més tous permeten treballar amb una retroexcavadora o una motoanivelladora. Totes les màquines utilitzades per realitzar processos d'excavació estan construïdes per fer front a les dures condicions a les quals se les sotmet durant la seva operació. En general totes estan proveïdes de sistemes de tracció en totes les seves rodes o sistemes de moviment per poder maniobrar en els terrenys agrests en què desenvolupen les seves tasques. Mentre que algunes tenen pneumàtics similars a les actuacions encara que de bandes de rodament molt més grans, altres tenen erugues metàl·liques similars a les dels tancs de guerra, en altres màquines les cobertes de cautxú estan recobertes de malles metàl·liques de manera de protegir la goma contra el dany que d'una altra manera li produirien les pedres filoses que excaven.